# Mario Jacchia
Mario Jacchia (Bologna, 2 gennaio 1896 – Parma, 20 agosto 1944) è stato un avvocato, militare e partigiano italiano, decorato di medaglia d'oro al valor militare alla memoria nel corso della seconda guerra mondiale.

## Biografia
Ebreo, figlio di Eugenio Jacchia ed Elisabetta Carpi.
Suo padre fu il più rappresentativo massone del Bolognese nel periodo antecedente il fascismo, ed essendo irredentista fu esiliato da Trieste dal governo austriaco. Durante la prima guerra mondiale pertanto si trasferì a Bologna.
Dirigente di movimenti irredentisti, presta aiuto ai compagni espulsi 
.
Fu ufficiale di complemento nel 6º reggimento alpini nella Prima guerra mondiale. Avvocato, aderisce al Partito Nazionale Fascista; la sua posizione muta quando vengono malmenati i suoi familiari e il suo studio viene incendiato. Eugenio Jacchia fu pure lui bastonato dai fascisti nel 1924, quando i fascisti assalirono e depredarono la sede bolognese del suo movimento caricandolo di simboli, e quant'altro di rappresentativo, in una cassa da morto, che piazzarono davanti all'abitazione degli Jacchia in via d'Azeglio 58, a Bologna, a scopi evidentemente intimidatori.

### Il conflitto con i fascisti
«L'Avvenire d'Italia», quotidiano cattolico bolognese che appoggiava gli interventi squadristi, era diretto da Carlo Enrico Bolognesi. Un giorno Mario Jacchia si fa ricevere da lui e lo schiaffeggiò con decisione, per cui i fascisti, al seguito di Arconovaldo Bonaccorsi e Giuseppe Ambrosi, noti squadristi, distruggono lo studio dell'avvocato, gestito da Mario e da altri avvocati antifascisti. Mario arriva sul posto e prende a revolverate i fascisti: questi rispondono al fuoco, lo bastonano danneggiandogli un occhio. Nei tafferugli, un commissario di polizia gli impone di andarsene, ma Mario risponde che è un decorato di guerra, e che quei furfanti non lo spaventano; così finisce pure lui in carcere per aver preso i fascisti a revolverate in difesa della sua proprietà, successivamente incendiata dai fascisti stessi. 
Dopo questi eventi per lo Jacchia iniziano i guai seri col regime fascista, tanto che nel 1927 non gli viene consegnato il "certificato di buona condotta politica", non essendo iscritto al PNF, anzi essendo ormai schedato fra gli elementi pericolosi, il suo lavoro da avvocato non può più proseguire. Nel 1930 non riesce a ottenere il brevetto di pilota a causa dei precedenti politici, pur avendo superato brillantemente tutti gli esami.
Congedato dall'esercito nel 1938 in seguito alle leggi razziali, Mario richiede e ottiene l'"arianizzazione", ma la sua posizione politica muta definitivamente. Diviene militante del Partito d'Azione nel 1943. 

### La radiazione dall'albo degli avvocati e l'8 settembre 1943
Un anno prima che gli fosse negato il dovuto avanzamento di grado militare, già nel 1937 era stato radiato dall'albo degli avvocati e procuratori. Fu comunque, quasi subito, reintegrato nell'albo degli avvocati.
Mario all'inizio del 1943 entra nel Partito d'Azione nel quale organizza un embrione di organizzazione antifascista a indirizzo unitario, chiamata, irredentismo, nella quale partecipano persone di diverse idee politiche, ma antifasciste. L'8 settembre 1943 Mario è a Roma per partecipare agli scontri contro i tedeschi. Contemporaneamente è rappresentante del nazionalismo antifascista di Bologna.

### Il passaggio alla lotta militare
Nei primi mesi del 1944 lascia tutti gli incarichi politico-burocratici per passare alla lotta militare. Prende un nome di battaglia nella Resistenza con l'incarico di ispettore delle formazioni partigiane di Giustizia e Libertà. Infine gli viene affidato il comando militare per il nord.

### La storia del partigiano
Nobile figura di partigiano, fedele all'idea, credo della sua vita, fu tra i primi ad organizzare i nuclei della Resistenza contro l'oppressione nazi-fascista. Perseguitato per ragioni razziali, ricercato per la sua attività cospirativa e organizzativa, non desistette dall'opera intrapresa con tanto ardore. Nominato Ispettore Militare dell'Emilia, divenne in breve l'animatore del movimento clandestino della Regione, e, senza mai risparmiarsi, sempre brillò per la forte personalità e per l'indomito coraggio mostrato durante le frequenti missioni e i rischiosi sopralluoghi. Sorpreso dalla polizia mentre presiedeva una riunione del suo Comando, venne arrestato nel tentativo di distruggere tutto il materiale compromettente, compito che aveva assunto per sé, dopo avere ordinato ai suoi collaboratori di mettersi in salvo. 

### Cattura ed esecuzione
Arrestato il 3 agosto 1944 a Parma, a seguito di una delazione, è sottoposto a duri interrogatori, ma si confessò unico responsabile dei fatti contestatigli e non pronunciò parola che potesse compromettere l'organizzazione. Dopo aver sopportato lunghi giorni di martirio, fu prelevato dal carcere, condannato a morte e ucciso il 20 agosto 1944.

## La dedica e la famiglia
Bologna gli dedica una piazza. 
La storia di Mario Jacchia ha delle similitudini non indifferenti con la vicenda di Beppo Römer. 
Suo fratello Luigi era già militante antifascista.
Valeria Jacchia, la figlia di Mario Jacchia, nel corso della Resistenza fu staffetta partigiana, partecipando alla battaglia di Montefiorino: qui venne duramente bastonata dai fascisti, evento che convinse Mario ad abbandonare definitivamente la battaglia.